# Municipio de Dundee (Míchigan)
El municipio de Dundee (en inglés: Dundee Township) es un municipio ubicado en el condado de Monroe en el estado estadounidense de Míchigan. En el año 2010 tenía una población de 6759 habitantes y una densidad poblacional de 53,69 personas por km².

## Geografía
El municipio de Dundee se encuentra ubicado en las coordenadas 41°57′31″N 83°40′35″O / 41.95861, -83.67639. Según la Oficina del Censo de los Estados Unidos, el municipio tiene una superficie total de 125.88 km², de la cual 124,89 km² corresponden a tierra firme y (0,79 %) 0,99 km² es agua.

## Demografía
Según el censo de 2010, había 6759 personas residiendo en el municipio de Dundee. La densidad de población era de 53,69 hab./km². De los 6759 habitantes, el municipio de Dundee estaba compuesto por el 96,75 % blancos, el 0,68 % eran afroamericanos, el 0,4 % eran amerindios, el 0,44 % eran asiáticos, el 0,43 % eran de otras razas y el 1,3 % eran de una mezcla de razas. Del total de la población el 2,23 % eran hispanos o latinos de cualquier raza.